# Micky Waller
Michael Waller (Hammersmith, 6 september 1941 – Londen, 29 april 2008) was een Britse rock- en bluesdrummer, die met veel van de grootste namen in het Britse rock- en bluescircuit speelde, nadat hij in 1960 beroepsmuzikant werd. Hij was sessiemuzikant voor een groot aantal Britse en Amerikaanse artiesten en stond erom bekend dat hij nooit een volledig drumstel had wanneer hij opdook voor opnamesessies.

## Biografie
Waller's eerste professionele band The Flee-Rekkers scoorde in 1960 een nummer 23-hit in de Britse singleschart met hun opname van Green Jeans, geproduceerd door Joe Meek. Hij vertrok al snel om zich aan te sluiten bij de bekende band Joe Brown and the Bruvvers. In juli 1963 trad hij toe tot de Cyril Davies R&B All Stars, een band met een vluchtige bezetting, ter vervanging van de oorspronkelijke drummer Carlo Little.
Davies overleed op 7 januari 1964 en Waller vertrok, toen de band door Long John Baldry werd veranderd om de Hoochie Coochie Men te worden. Waller ging spelen met Marty Wilde als een van de Wildecats. Terwijl hij bij Wilde was, speelde Waller op twee tournees met Little Richard door het Verenigd Koninkrijk. Zoals veel muzikanten van de dag, verhuisde Waller veel van band naar band of zoals vaak het geval was, veranderde de band waarin hij zat in een andere. Na een korte periode bij Georgie Fame & The Blue Flames, een band waarbij hij meerdere keren zou spelen, voegde hij zich bij Brian Auger om deel uit te maken van The Trinity. Hij werd al snel gevolgd door Long John Baldry. In april 1965 werd de band uitgebreid met Rod Stewart en Julie Driscoll en evolueerde naar de nieuwe band The Steampacket. In april 1966 vertrok Rod Stewart en de overgebleven leden vormden de kern van de nieuwe band Brian Auger, Julie Driscoll & The Trinity. Waller voegde zich vervolgens bij John Mayall's Bluesbreakers voor een paar optredens in april 1967, tot Mayall een nieuwe vaste drummer had gevonden in de persoon van Keef Hartley. In augustus 1967 trad Waller toe tot de Jeff Beck Group, waar hij herenigd werd met Rod Stewart.
De band produceerde twee albums. Op Truth in 1968 speelde het viertal een mix van blues met gitaarriffs. Het instrumentale Beck's Bolero, met Jimmy Page op slaggitaar, Keith Moon van The Who op drums en bassist John Paul Jones, gecombineerd met Wallers spel op de remake van de hit Shapes of Things van The Yardbirds, bepaalde het patroon voor een zwaardere bluesstijl. Het jaar daarop kwam een tweede album van de band, Beck-Ola. Maar op dat moment had Waller de band al verlaten om te worden vervangen door Tony Newman. De levendige Beck had besloten dat hij een zwaardere drummer wilde en op 11 februari 1969 ontsloeg manager Peter Grant Waller en Ron Wood - hoewel Wood behouden bleef volgens Becks wensen. In 1969 vloog Waller naar Venice Beach in Los Angeles om de band Silver Meter te formeren met gitarist Leigh Stephens van Blue Cheer, Pete Sears op bas en keyboards en zanger Jack Reynolds. Ze namen een album op in de Trident Studios in Londen (een nummer, Gang bang met een uitgebreide drumsolo), dat werd uitgebracht op het National General-label, geproduceerd door hun manager, FM-rockradiopionier Tom Donahue.
Ook in 1969 was Waller betrokken bij An Old Raincoat Won't Ever Let You Down, Rod Stewarts eerste soloalbum (het stond bekend als The Rod Stewart Album in de Verenigde Staten). De begeleidingsband op het album bestond verder uit Ron Wood, Ian McLagan, Keith Emerson en de gitaristen Martin Pugh (van Steamhammer en later Armageddon en 7th Order) en Martin Quittenton (ook van Steamhammer). De relatie van Waller met Stewart en Wood kwam hem goed van pas, aangezien hij zich bij hen zou voegen op de volgende drie soloalbums Gasoline Alley, Every Picture Tells a Story en Never A Dull Moment van Stewart. De koppeling betekende, dat Waller percussie speelde op Stewarts transatlantische hitsingle Maggie May. Waller deelde ook drumtaken op het Smiler-album van Stewart - het openingsnummer waarbij de hond van Waller geluiden maakte.
In 1971 trad Waller toe tot de Long John Baldry bluesband voor Baldry's eerste tournee door de Verenigde Staten. De band bestond uit Ian Armitt op piano en Rod Stewart-collega/sessiemannen Sam Mitchell op gitaar en Pete Sears op bas. Waller bleef regelmatig in zowel rock- als bluesbands werken en sloot zich aan bij de originele bezetting van de Deluxe Blues Band, met Dick Heckstall-Smith en bassist Bob Brunning.
In de vroege jaren 1980 maakte Waller deel uit van de Terry Smith Blues Band, met Jo Ann Kelly (zang) en Tony Ashton (orgel). In de tussenliggende jaren omvatte Wallers speelervaring credits met The Walker Brothers, Cat Stevens, Eric Clapton, Bo Diddley, Dusty Springfield, Paul McCartney en Billy Bragg. In de vroege jaren 1980 speelde Waller ook in de Sam Mitchell Band. Brunning klampte zich vervolgens vast aan de bandnaam Deluxe Blues en gebruikte deze voor een aantal bezettingen, terwijl Waller een tijdje in Italië ging spelen. Bij zijn terugkeer naar Londen sloot Waller zich kort aan bij een nieuw leven ingeblazen Deluxe Blues Band, die hem herenigde met Heckstall-Smith en Brunning, samen met nieuwe leden Dave Beaumont, Alan Vincent en Phil Taylor. Hij bleef met tussenpozen spelen met een aantal bluesbands in de omgeving van Londen, waaronder de gelijknamige Micky Waller Band. In zijn latere jaren studeerde hij rechten en gebruikte hij zijn opgedane kennis om gerechtelijke vorderingen voor onbetaalde royalty's binnen te halen.

## Overlijden
Micky Waller overleed in april 2008 op 66-jarige leeftijd aan leverfalen.
- Biblioteca Nacional de España: XX924459
- Bibliothèque nationale de France: cb139358067 (data)
- Gemeinsame Normdatei: 134581385
- International Standard Name Identifier: 0000 0001 1679 1079
- Library of Congress Control Number: no00024953
- Nationale Bibliotheek van Letland: 000015233
- MusicBrainz: 26e211fa-0e40-4b49-8ef0-454fe891c7ad
- Nationale Bibliotheek van Israël: 987007275526805171
- Système universitaire de documentation: 080852459
- Virtual International Authority File: 79681638
- WorldCat: E39PBJd8bV67DRVbMCCKCj63Qq